# Punctoterebra textilis
Punctoterebra textilis é uma espécie de gastrópode do gênero Punctoterebra, pertencente a família Terebridae.